# Josep Serra Pastor
Josep Serra Pastor (Sóller, 1898 - 1962) fou un apotecari i polític mallorquí.

## Joventut i participació en la vida social i política de Sóller
Era fill del metge Pere Serra Canyelles. Estudià el batxillerat a Palma. Es llicencià (1920) en farmàcia a la Universitat de Barcelona. Poc després instal·là una apotecaria a Sóller, des d'on impulsà una tertúlia política, cultural, literària i artística. Aquesta farmàcia primer fou situada a la Plaça i més tard a la casa pairal del carrer de Serra. L'any 1922 es va casar amb Maria Noguera, filla d'uns emigrants a França, i tingueren dues filles. Fou president del Cercle Solleric i participà en la fundació al poble de la delegació de l'Associació per la Cultura de Mallorca i en l'activitat de la Tafona Cooperativa. També va ser un dels fundadors de la Societat Esportiva Sollerica. Durant la seva joventut simpatitzà amb el Partit Conservador, el 1930 ingressà en el Partit Republicà Federal de Mallorca, del qual en fou membre de la junta directiva fundadora, i, més tard, fou un dels fundadors a Sóller d'Acció Republicana de Mallorca. Sortí elegit regidor a l'Ajuntament de Sóller a les eleccions municipals de 1931. Miquel Arbona conta a les Converses solleriques que Josep Serra adreçà una carta manuscrita a cada elector. Durant el primer període de la República, va fer de conciliador laboral i assistí a l'assemblea en què es discutí i aprovà el projecte d'Estatut de Mallorca i Eivissa (juliol de 1931). Col·laborà en el "Sóller", a les pàgines del qual va mantenir una dura i llarga polèmica amb el metge conservador Guillem Ripoll. L'any 1933 dimití del càrrec de regidor a causa del fracàs d'unes gestions que efectuà a Madrid per tal que es construís la carretera de Sóller a Lluc i per l'oposició que trobà als seus projectes de sanejament.

## Josep Serra, batle de Sóller
El 1934 participà en la fundació d'Esquerra Republicana Balear. Arran del triomf del Bloc Popular Antimonàrquic a les eleccions generals de febrer de 1936, a Sóller es va constituir una comissió gestora que integraren els mateixos regidors elegits a les eleccions municipals de 1931. Per presidir-la, Bonaventura Mayol posà com a condició que Josep Serra fos el seu substitut i així va succeir el maig següent, quan Mayol renuncià a la presidència per motius professionals. Durant el seu curt manament, Josep Serra encara pogué enllestir alguns projectes (la conducció de les aigües, la xarxa de clavegueres, la sanitat ...) i n'emprengué uns altres que els primers consistoris franquistes es varen apropiar. El juny de 1936 va signar el manifest de resposta als catalans.
L'actitud decidida de Josep Serra va fer de Sóller una de les darreres poblacions mallorquines que lliuraren el poder establert a les forces insurgents. Aquesta situació posà en greu perill la seva vida. El capità Despujols, comandant militar de Sóller, li ho va fer entenent quan li ordenà que es reclogués a la possessió pairal de Cals Reis, prop de Lluc. Allà hi va romandre fins al 15 de setembre de 1936, data en què fou detingut i traslladat a Sóller. Després va passar a la presó de Can Mir i més envant al camp de concentració de S'Àguila, a la marina de Llucmajor.

## Judici i presó
El maig de 1937 va ser encausat, juntament amb deu sollerics més, i fou tancat a Can Mir de bell nou. El maig de 1938 se celebrà el judici. El consell de guerra presidit pel coronell d'enginyers Ramón Taix el sentencià a mort pel delicte d'adhesió a la rebel·lió. Però tot seguit es varen dur a terme diligències per aconseguir la commutació de la pena. La pressió del consolat britànic, les gestions del bisbe de Vic, Joan Perelló i Pou davant el cardenal Gomà i les de Miquel Serra, el seu germà, davant el govern de Burgos, tingueren efecte: a mitjan novembre de 1938 el dictador Franco li commutà la pena de mort per la de cadena perpètua.
Josep Serra fou tancat a la presó improvisada del carrer de la Pietat, a Palma, fins a finals de març de 1943. Uns mesos abans d'esser indultat encara hagué de conèixer la mort de la seva filla major, sense ser autoritzat a assistir al funeral. Tanmateix, l'autoritat governativa no pogué impedir que les exèquies desembre de 1942) constituïssin una impressionant manifestació de solidaritat amb el pres.

## Els darrers anys
En ser alliberat, Josep Serra tornà a obrir la farmàcia (tancada i amb les existències confiscades arran de la revolta militar) i al cap d'uns anys la compartí amb un jove llicenciat. Els darrers anys de la seva vida els va passar reclòs en una granja que va instal·lar als afores de Sóller, La granja, la lectura i la conversa amb els amics varen esdevenir les seves aficions. Va morir a causa de l'emfisema pulmonar que havia contret al camp de concentració, el 10 de setembre de 1962 a Sóller. Havien transcorregut 26 anys d'ençà de la revolta antidemocràtica, però encara era temut pels vencedors, com va demostrar el silenciament de la seva mort imposat per la censura.